# エーワルト・オークショット
エーワルト・オークショット（Eward Oakeshott、1916年5月25日 - 2002年9月30日）は、イギリスの挿絵画家、蒐集家、アマチュアの歴史家。中世ヨーロッパの武具についての膨大な著作を残している。古物蒐集家協会（the Society of Antiquaries）の会員、武具協会（the Arms and Armour Society）の設立メンバー、オークショット研究所（the Oakeshott Institute）の設立者。
彼が行った中世ヨーロッパの刀剣の分類（オークショットの刀剣類型）は、今日でも、中世ヨーロッパの武具の体系的な構成についての主要な仕事として通用している。

## 刀剣類型
中世および初期ルネサンスの刀剣についてのオークショットの類型区分は、きわめて大きな影響力を持ち続けている彼の仕事のひとつである。
とはいえ、この仕事は、彼の完全なオリジナルでもなく、革新的でもなかった。すでに、ヤン・ペテルソン博士（Dr. Jan Peterson）がヴァイキングの刀剣について、26のカテゴリーからなる類型区分を行っていたのである。このペテルソンの刀剣類型は、R・E・M・ウィーラー博士（Dr. R. E. M. Wheeler）によって、1番（I）から7番（VII）までの7つのカテゴリーに簡略化された。
オークショットは、この簡略化された刀剣類型に、伝統的な2つの類型を加えて、1番（I）から9番（IX）まである現在の9カテゴリーへと拡張した。そして、これを基礎にして、中世の刀剣について、10番（X）から22番（XXII）までの12のカテゴリーを自ら区分したのである。

## 著作リスト
- The Archeology of Weapons: Arms and Armour from Prehistory to the Age of Chivalry, Boydell Press, 1960. ISBN 0-48-629288-6
- The Sword in the Age of Chivalry, Boydell Press, 1964. ISBN 0-85-115715-7
- Records of the Medieval Sword, Boydell Press, 1991. ISBN 0-85-115566-9
- European Weapons and Armour: From the Renaissance to the Industrial Revolution, Boydell Press, 2000. ISBN 0-85-115789-0
- Sword in Hand, Arms & Armor Inc. 2000. ISBN 0-97-143790-4
- A Knight and His Weapons, Dufour Editions 1964, 1997. ISBN 0-80-231299-3
- A Knight and His Armor, Dufour Editions —, 1999. ISBN 0-80-231329-9
- A Knight and His Horse, Dufour Editions 1962, 1995. ISBN 0-80-231297-7
- A Knight in Battle, Dufour Editions —, 1998. ISBN 0-80-231322-1
- A Knight and His Castle, Dufour Editions 1965, 1996. ISBN 0-80-231294-2
- Swords of the Viking Age, Boydell Press 2002. ISBN 0-80-231294-2
- The Sword in Anglo-Saxon England, Boydell & Brewer 1962. ISBN 0-85-115355-0